# 蒙潘泰罗
蒙潘泰罗（義大利語：Mompantero），是意大利都灵省的一个市镇。总面积30.1平方公里，人口681人，人口密度22.6人/平方公里（2009年）。ISTAT代码为001154。